# Jerzy Maciejewski
Jerzy Konrad Maciejewski (ur. 22 stycznia 1899 w Warszawie, zm. 6 lipca 1973) – polski publicysta, pisarz, kronikarz, fotograf, żołnierz, kawaler Orderu Virtuti Militari.

## Życiorys
Syn Konrada i Marii z d. Rudolf. W latach poprzedzających I wojnę światową wraz z rodzicami przebywał w Mariupolu, gdzie ukończył szkołę podstawową i do 1913 chodził do gimnazjum. 21 listopada 1918 wstąpił na ochotnika do tworzącego się wojska polskiego (I Warszawskiego Ochotniczego Batalionu „Odsieczy Lwowa”). Od 1919 już jako żołnierz 19 Pułku Piechoty Odsieczy Lwowa brał udział w wojnie polsko-ukraińskiej, w 1920 uczestniczył w wojnie polsko-bolszewickiej. Po zakończeniu działań wojennych w marcu 1921 wystąpił z armii. Prowadził bardzo dokładny dziennik wydarzeń z tego okresu (wydany w okresie powojennym) oraz napisał powieści oparte na swych zapiskach pt. „Pograniczne ogniska” (1928) oraz „Złota kotwica” (1938) wydane w okresie międzywojennym.
Brał udział w kampanii wrześniowej w czasie II wojny światowej. Potem przez Zaleszczyki dostał się do Rumunii, a następnie przez Grecję dotarł do Francji. Tam został żołnierzem 2 Dywizji Strzelców Pieszych. Po klęsce Francji w czerwcu 1940, wraz żołnierzami dywizji przekroczył granicę Szwajcarii i został internowany. Przebywał tam do 1945. W tym czasie prowadził bardzo regularną korespondencję z oflagu ze swoją rodziną z Krakowa. Zbiór listów zachował się w całości w kilku obszernych teczkach. Po zakończeniu wojny wyjechał do Szkocji, gdzie wraz z całą dywizją przeszedł demobilizację.
W latach 1946–1948 Maciejewski pełnił funkcję redaktora „Wieczoru Warszawy” (dodatku do „Życia Warszawy”. W 1949 był redaktorem „Polski Zbrojnej”.
18 listopada 2016, w warszawskiej Galerii Kordegarda miał miejsce wernisaż wystawy fotografii z lat 40. i 50. autorstwa Jerzego Konrada Maciejewskiego.
Spuścizna Jerzego Konrada Maciejewskiego znajduje się w Archiwum Ośrodka KARTA.
Był mężem Erny Emmy z d. Klikar (1897–1975). Oboje są pochowani na Cmentarzu Ewangelicko-Augsburskim w Warszawie (sektor Al65-1-106).

## Ordery i odznaczenia
- Krzyż Srebrny Orderu Wojskowego Virtuti Militari (1921)
- Srebrny Wawrzyn Akademicki (5 listopada 1935)[5]

## Twórczość
- „Pograniczne ogniska” – powieść
- „Złota kotwica” – powieść
- „Siedem opowieści: cykl nowel z życia żołnierskiego”
- „Dzienniki”